# 堡壘投資集團
堡壘投資集團（Fortress Investment Group）是美國的一家投資管理公司，總部位於紐約市。該公司設立於1998年，並於2007年在紐約證券交易所上市。

## 外部連結
- 官方网站